# Das vergessene Pferd
Das vergessene Pferd (Originaltitel Saving Winston) ist ein US-amerikanisches Filmdrama aus dem Jahr 2011, das im Jahr 2012 in Deutschland auf DVD erschienen ist.

## Kurzzusammenfassung
Ein drogenabhängiges und straffällig gewordenes Mädchen zieht nach ihrem Entzug zu ihrer Tante, die einen Reiterhof betreibt. Dort angekommen findet der Teenager ein sterbendes Pferd, das sie wieder aufpäppelt. Die Tante und ihr Umfeld sind stark in der christlichen Religion verankert. So dauert es nicht lange, bis das Mädchen erfährt, dass Hoffnung von den unwahrscheinlichsten Orten kommen kann.

## Handlung
Kurz nachdem die junge Ashley (Victoria Emmons) in einen selbstzerstörerischen Kreislauf des Drogenmissbrauchs verwickelt wurde, wird sie während eines Raubüberfalls von der Polizei festgenommen und zu sechs Monaten Rehabilitation verurteilt. Nach Verbüßung ihrer Haftstrafe wird Ashley aufs Land geschickt, um bei ihrer Tante Diane (Meghan McCabe-Habrat) zu leben, die Pferde ausbildet. Bei ihrer Arbeit auf dem Gestüt beginnt Ashley über ihre Zukunftsträume nachzudenken, die sie hatte, bevor ihr Leben aus dem Ruder lief. Einst hatte sie den Traum Profireiterin zu werden. Dieser taucht wieder auf, als sie Winston trifft, ein verlassenes Pferd. Winston ist unterernährt und wurde von seinen früheren Besitzern zum Sterben verlassen wurde. Tante Diane und ihr Umfeld sind stark in der christlichen Religion verankert.
Je mehr Zeit Ashley damit verbringt, Winston zu helfen, desto mehr beginnt sie zu erkennen, dass die Kraft des Glaubens ihr die Kraft gibt, jedes Hindernis zu überwinden, das ihr im Weg steht.